# 沙济伊
沙济伊（法語：Chazilly，法語發音：[ʃaziji]）是法国科多尔省的一个市镇，属于博讷区。

## 地理
沙济伊（47°11'0"N, 4°34'56"E）面积8.79 平方千米，位于法国勃艮第-弗朗什-孔泰大區科多尔省，该省份为法国中东部省份，北起奥布省，西接涅夫勒省和约讷省，南至索恩-卢瓦尔省，东南接汝拉省，东临上索恩省，东北部与上马恩省接壤。
与沙济伊接壤的市镇（或旧市镇、城区）包括：鲁夫尔苏梅伊、屈西勒沙泰勒、隆日库尔-莱屈莱特尔、圣萨比娜、梅伊叙鲁夫尔、米西尼。

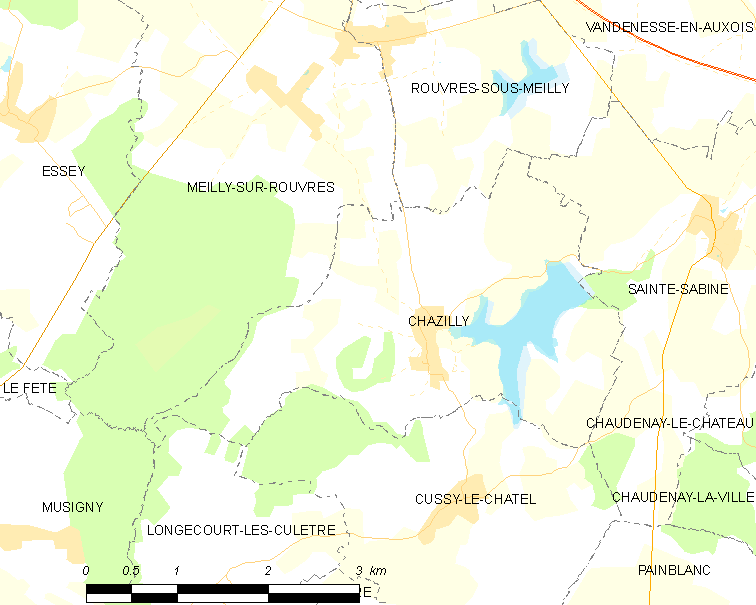
沙济伊的OSM定位图

沙济伊的时区为UTC+01:00、UTC+02:00（夏令时）。

## 行政
沙济伊的邮政编码为21320，INSEE市镇编码为21164。

## 政治
沙济伊所属的省级选区为阿尔奈勒迪克县。

## 人口

1962-2008年间沙济伊人口变化图示

沙济伊于2022年1月1日时的人口数量为148人。